# Туглуг-Тимур
Туглуг-Тимур або Тоглук-Тимур (нар. 1317/1329/1330 — пом. ?) — хан Чагатайського улусу в 1360—1363 роках. Тимчасово відновив єдність держави.

## Життєпис

### Хан Могулістану
Походив з династії Чингізидів. Син Есен-Буки, хана Чагатайського улусу. За іншими відомостями був сином Іль-Ходжи та онуком хана Дуви. Народився десь у кочів'ях біля річки Ілі у 1329 або 1330 році. Втім, з огляду на цю дату, не міг бути сином Есен-Буи, який помер 1318 року. Тому все ж таки він народився 1317 або 1318 року чи був сином Іль-Ходжи.
У 1348 році емір монгольського клану дуглат Пуладчі (або Буладжі), що володів Кашгаром, Аксу, Яркандом і Хотаном, не бажаючи підкорятися маріонетковим ханам при фактичному правителі Казагані, вирішив утворити власну Чагатайську державу. Для цього привіз з районі Ілі Туглуг-Тимура, якого оголосив новим ханом східної частини Чагатайського улусу.
Доволі швидко Туглуг-Тимур став самостійно керувати улусом. Водночас спирався на підтримку дуглатів, що були найвпливовішими в держави. У нього послідовного обіймали посади улус-бега (першого еміра) Пуладчі та його брати. Туглуг-Тимур повернув столицю до Алмалика. Кордони його держави тягнулися від Шаша (на заході) до Кусану і Турфанської оази, від Балхашу (на півночі) до Сари-Уйгура (на півдні).
Задля зміцнення свого правління прийняв іслам та оголосив його офіційною релігією держави, розпочавши ісламізацію тюркських і монгольських племен, які до того сповідували буддизм та шаманізм. Середньовічні хроністи вказують, що це відбулося, коли ханові виповнилося 34 роки. Якщо рахувати від 1329 або 1330 року, то це відповідає 1363 або 1364 року, коли Туглуг-Тимур вже помер. Тому дослідникам видається більш правдоподібною версією, рахувати від 1317 або 1318 року, тоді прийняття ісламу ханом відповідає 1351 або 1352 року. Відомо, що в 1 день прийняло іслам 160 тис. осіб. Разом з тим був доволі терпимим до християнства, даїзму та буддизму.
Водночас за підтримки племені дуглат Туглуг-Тимур до середини 1350-х років зміцнив свою владу по всьому Східному Чангатайському улусу, який згодом дістав назву Могулістан.

### Хан Чагатайського улусу
З 1360 року, користуючись розгардіяшем в західному Чагатайському улусі, Туглуг-Тимур почав робити спроби об'єднати держави. Того ж року він рушив до Мавераннахру, де місцеві беки та хани постійно ворогували між собою. Тоді ж було повалено еміра Буян-Сулдуса, а владу намагався захопити Хусейн, онук колишнього еміра Казагана. Проте швидке просування військ Туглуг-Тимура не дало змоги організувати оборону. В результаті Хусейн та його прихильники втекли до Балха або за Амудар'ю. Лише Тимур з клану барласів підкорився Туглуг-Тимуру, який надав тому в управління місто Кеш. 
Туглуг-Тимур вирішив повернутися до Алмалика, залишивши тут своїх намісників. проте останні почали чинити грабунки як у захопленій країні. Тоді хан наказав відсторонити їх, але військовики на чолі із Оглан-Ходжою відкрито повстали. Туглуг-Тимур повернувся з Семріччя, завдавши поразки заколотникам. Разом з тим вимушений був залишити Мавераннахр.
У 1361 році хан вдруге вдерся до Західного Чагатайського улусу, який доволі швидко підкорив. Після цього перетнув Амудар'ю, завдав рішучої поразки еміру Хусейну. Колишній емір буян-Сулдус прибув до Самарканда, де виказав покірність. Проте хан, не маючи довіри до нього, наказав стратити Буяна. Водночас війська хана дійшли до Гіндукуша, захопивши місто Кундуз.
Після цього Туглуг-Тимур залишив сина Ільяс-Ходжу намісником, а сам повернувся до Алмалика. Втім, невдовзі в Мавераннахрі почалися повстання невдоволених правлінням Ільяса-Ходжи. Скориставшись цим Тимур з'єднався з Хусейном, що прибув з Балху, й захопив Термез. В розпал цих подій Туглуг-Тимур раптово помер. Владу над державою перебрав Ільяс-Ходжа. Поховано в мавзолеї неподалік Алмалику (у 2001 році його внесено до Переліку охоронюваних пам'яток КНР).